# Den fattige Millionær
Den fattige Millionær er en dansk stumfilm fra 1920, der er instrueret af Lau Lauritzen Sr..

## Handling
Denne artikel mangler et handlingsreferat. Hjælp os med at skrive det.

## Medvirkende
- Carl Alstrup - Agerup, skuespiller
- Stella Lind - Else Kabel, Agerups kæreste
- Christian Schrøder - Elses far
- Carl Schenstrøm - Elses fætter
- Søren Fjelstrup